# Neschkan
Neschkan (russisch Нешка́н) ist ein Dorf (selo) im Autonomen Kreis der Tschuktschen (Russland) mit 704 Einwohnern (Stand 14. Oktober 2010).

## Geographie
Der Ort liegt etwa 500 km Luftlinie nordöstlich des Kreisverwaltungszentrums Anadyr auf der Tschuktschen-Halbinsel an der Küste der Tschuktschensee, eines Randmeeres des Arktischen Ozeans, auf einer Nehrung, die die Lagune Neskenpilgyn vom offenen Meer trennt.
Neschkan gehört zum Rajon Tschukotski und befindet sich etwa 180 km nordwestlich von dessen Verwaltungszentrum Lawrentija. Es ist die einzige Ortschaft der gleichnamigen Landgemeinde (selskoje posselenije). Fast 95 % der Einwohner des Ortes sind Angehörige der indigenen Völker des russischen Nordens, vorwiegend Tschuktschen und einige Yupik.

## Geschichte
Das Dorf wurde in den 1950er-Jahren im Rahmen der Bestrebungen der sowjetischen Periode gegründet, die indigene Bevölkerung des Gebietes in wenigen größeren Ansiedlungen zu konzentrieren. Der aus den Eskimosprachen (Yupik) stammende Ortsname bezieht sich auf einen nahegelegenen, 82 m hohen Berg am westlichen Ende der Nehrung und bedeutet Robbenkopf.

## Verkehr
Neschkan ist nicht an das Straßennetz angeschlossen. Es kann in der eisfreien Zeit auf dem Seeweg, ansonsten nur per Hubschrauber aus dem Rajonzentrum Lawrentija erreicht werden.